# Faqir Mohammed
Maulvi Faqir Mohammed (Pashto/Urdu: فقیر محمد; c.. (1970) fue un miembro de la tribu Mamund en el distrito Bajaur y, hasta que en marzo de 2012, un dirigente un grupo pakistaní multitudinario talibán, Tehrik-i-Pakistán.  Fue reportado como muerto el 5 de marzo de 2010 durante un ataque de helicópteros de combate contra militantes por parte del ejército paquistaní, aunque negó los informes como falsos. En julio de 2011, volvió a aparecer en los programas de radio transmitidos por el aire fuera de Afganistán.

## Vida previa
Nace en Chopatra, en el distrito Bajaur, Pakistán. Hasta la edad de 20, fue un estudiante desconocido para cualquier militancia. Comenzó su educación en un madrassa local bajo Maulana Abdus Salam. Su primer mentor era Maulana Sufi Mohammad, a quien conoció en 1993 con 22 años. Sufi Mohammad es el fundador  de Tehreek-e-Nafaz-e-Shariat-e-Mohammadi (TNSM), o Movimiento para la Aplicación de Leyes islámicas.
Tiene una mujer en una sociedad tribal, donde la poligamia no es infrecuente.
Mohammed era un acérrimo activista de TNSM. Él y sus dos hijos fueron capturados en Afganistán después de la caída de los talibanes en 2001, y estuvieron detenidos en la prisión de Dera Ismail Khana sur de Pakistán. Fue exitosamente extraditado de Pakistán, donde su conocimiento del territorio ha sido útil para operaciones conntra Al-Qaeda.

## Relación con Al-Qaeda
Su casa fue allanada por las agencias de seguridad paquistaníes que buscaban un objetivo de al-Qaeda de "alto valor" en 2005. La simpatía pública lo elevó a una posición de liderazgo en la Agencia Bajaur. Su casa fue allanada otra vez el 22 de enero de 2006, y tres de sus parientes estuvieron arrestados. Faqir ha declarado públicamente que tiene lazos cercanos a Ayman al-Zawahiri.
Para su parte, Faqir Mohammed fuertemente niega cualquier presencia de al-Qaeda o liderazgo talibán en el área y dice, "Según la tradición Pashtun nosotros buscaremos venganza exacta para América. Ayman al-Zawahiri nunca vino aquí pero si quiera venir,  le daremos la bienvenida, y  sea un placer grande para nosotros para ser su anfitrión" (Dialy Jang, 23 enero 2006). El presidente Pervez Musharraf, aun así, es insistente en que "los batallantes de Al-Qaeda fueron probablemente matados en un ataque aéreo de CIA  que asesinado 18 civiles en Bajaur este mes... Ahora que hemos empezado investigando la realidad en la tierra, sí hemos encontrado que  hay extranjeros allí, aquello es seguro." (La Nación, 25 enero 2006).
Comentario sobre el ataque aéreo de Chengai qué ocurrió en octubre de 2006. [La aclaración necesitada]

## Comandante Faqir
Aunque no se trata de un jefe tribal o mayor,  tiene un equipo de seguridad y 15-20 seguidores que viajan por la región impunemente.
Aun así, su casa fue quemada por mayores tribales por encargo. Fue advertido en enero de 2006 que  de rendirse a autoridades su casase quemaría otra vez. [La cita necesitada]
Ocupa el tercer puesto del Tehrik-i-Pakistán talibán (TTP), formado en diciembre de 2007 bajo la jefatura de Baitullah Mehsud y prefiere el Comandante de título Faqir.

## Alto el fuego de 2009
El 23 de febrero de 2009 Faqir Mohammed declaró en una emisión de radio de 30 minutos retransmitida que sus seguidores empezarían un alto el fuego unilateral. El discurso vino sólo unas cuantas horas después del Pakistaní el ejército anunció un parar a operaciones en el cercanos al valle Swat.

## Cambios de liderazgo del TTP
Después de que se infomara sobre la muerte de Baituallah Mehsud en agosto de 2009, Maulana Faqir Mohammed anunció a la BBC que tomaría el liderazgo provisional del TTP y que Muslim Khan serviría de portavoz primario. También mantuvo que Baitullah no había sido matado sino estaba enfermo. Faqir añadiría as adelante que las decisiones sobre el liderazgo del TTP serían tomadas conjuntamente con otros dirigentes: "La congregación de dirigentes talibanes tiene 32 miembros y la decisión importante puede ser tomada sin su consulta,"  diga la BBC. Informó a la AFP que ambos Hakimullah Mehsud y Wali-ur-Rehman lo habían aprobado como dirigente provisional del grupo militante. Aunque ninguno de ellos habría confirmado públicamente la declaración de Faqir, y los analistas citados por Dawn News creían que la supuesta lucha de poder indicaba una lucha de poder.
Dos días más tarde Faqir Mohammed retractó sus reclamaciones de liderazgo provisional y dijo que Hakimullah Mehsud había sido dirigente seleccionado del TTP.

## Supuesta muerte
Después de la supuesta muerte de Hakimullah Mehsud en enero de 2010, Faqir Mohammed era uno de los dirigentes de nivel más altos. Malik Noor Jamal alias Maulana Toofan había sido supuestamente nombrado líder del TTP después de la muerte de Mehsud. Pero su liderazgo no puedo ser enteramente aceptado por los  enfrentamientos mortíferos entre Toofan  hombres y aquellos de un TTP dirigente en Kurram. Pakistán lanzó un ataque aéreo en un edificio donde se creía que Faqir Mohammed era tenido una reunión con las figuras talibanas Fateh Mohammad y Qari Ziaur Rehman. Fateh Mohammed fue rápidamente confirmado como muerto pero la muerte del otro dos no fue sabido inmediatamente. Dentro de días, Faqir Mohammed dio una entrevista telefónica y reclamó que no estaba presente en el ataque y que todos los oficiales habían sobrevivido.

## Redadas en la frontera
Faqir Mohammed lanzó ataques en puestos pakistaníes en la frontera desde la provincia oriental Kunar provincia, en Afganistán. Mohammed reclamó la autoría el 4 de julio de 2011, de un ataque en un paramilitar en punto de asistencia.  Durante una emisión radiofónica Mohammed declaró, "Nuestros luchadores llevaron a cabo estos dos ataques de Afganistán, y lanzaremos más tal interior de ataques Afganistán y en Pakistán."

## TTP demotion
En marzo de 2012 el TTP anunció que Faqir había sido relegado de su función como naib amir y sería "considerado un luchador común." El principal TTP portavoz, Ehsanullah Ehsan, informó que Faqir Mohammed había estado llevando a cabo charlas de paz con el gobierno Pakistaní sin la aprobación del liderazgo del TTP.

## Arresto
El 18 de febrero de 2013 Maulvi Faqir estuvo arrestado junto con sus cuatro cómplices por Oficiales de Inteligencia afgana mientras intentaba llegar al valle de Tirah en la India desde la provincia de Nangarhar en Afganistán.